# Moritz Wagner (basketspelare)

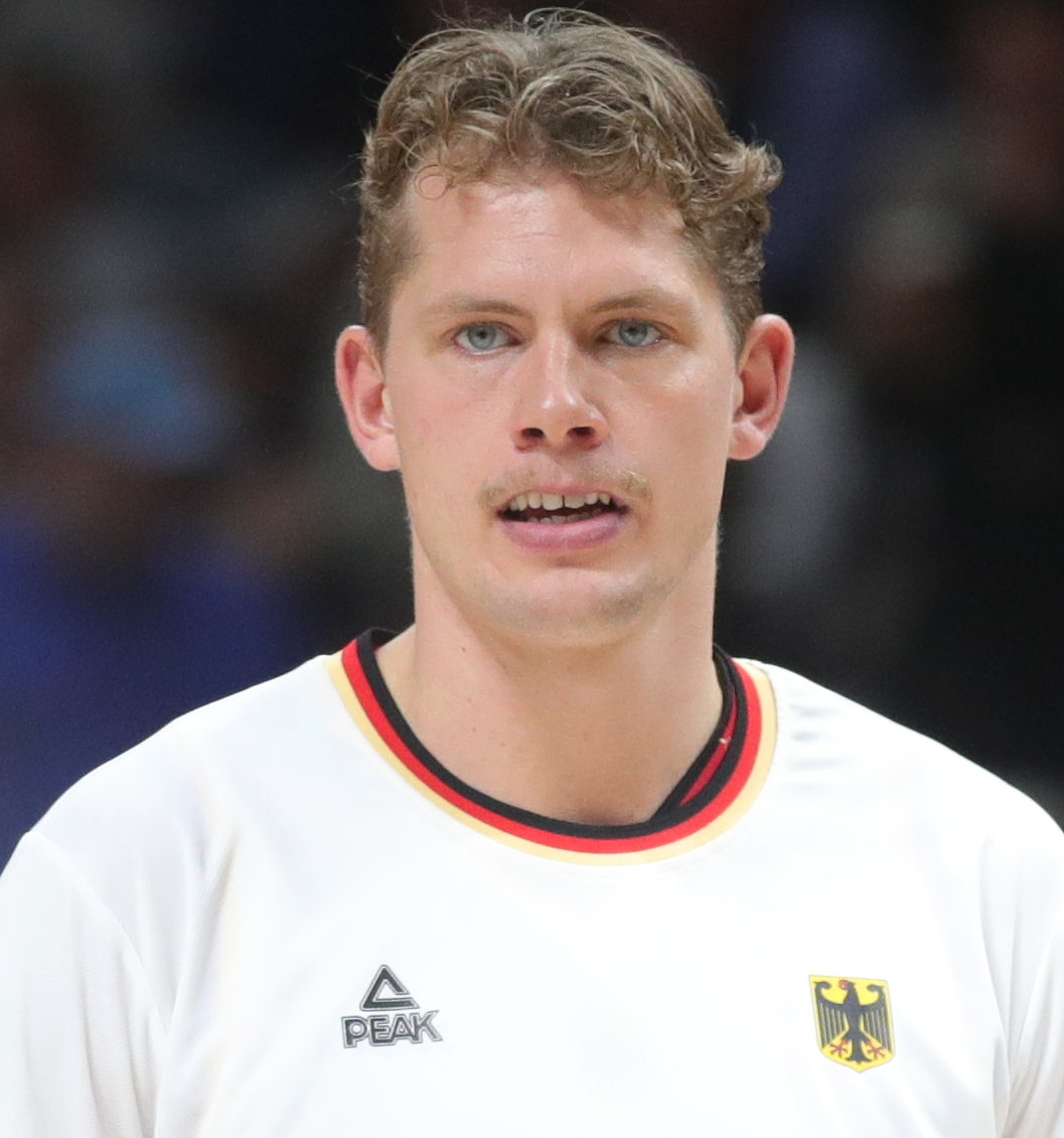
Moritz Wagner, 2023.

Victor Moritz Wagner, född 26 april 1997 i Berlin, är en tysk professionell basketspelare (C/PF) som spelar för Orlando Magic i National Basketball Association (NBA). Han har tidigare spelat bland annat för Los Angeles Lakers, Washington Wizards och Boston Celtics.
Wagner var med och vinna, tillsammans med det tyska basketlandslaget, världsmästerskapet i basket för herrar 2023. Han deltog också vid det olympiska sommarspelen 2020 i Tokyo.
Wagner draftades av Los Angeles Lakers i första rundan i 2018 års draft som 25:e spelare totalt.
Innan han blev proffs studerade Wagner vid University of Michigan och spelade för universitetets idrottsförening Michigan Wolverines.
Han är bror till Franz Wagner.